# ديفيد إل. شابيرو
ديفيد إل. شابيرو (بالإنجليزية: David L. Shapiro)‏ هو عالم نفس أمريكي، ولد في 13 يونيو 1943.